# Pontificalia

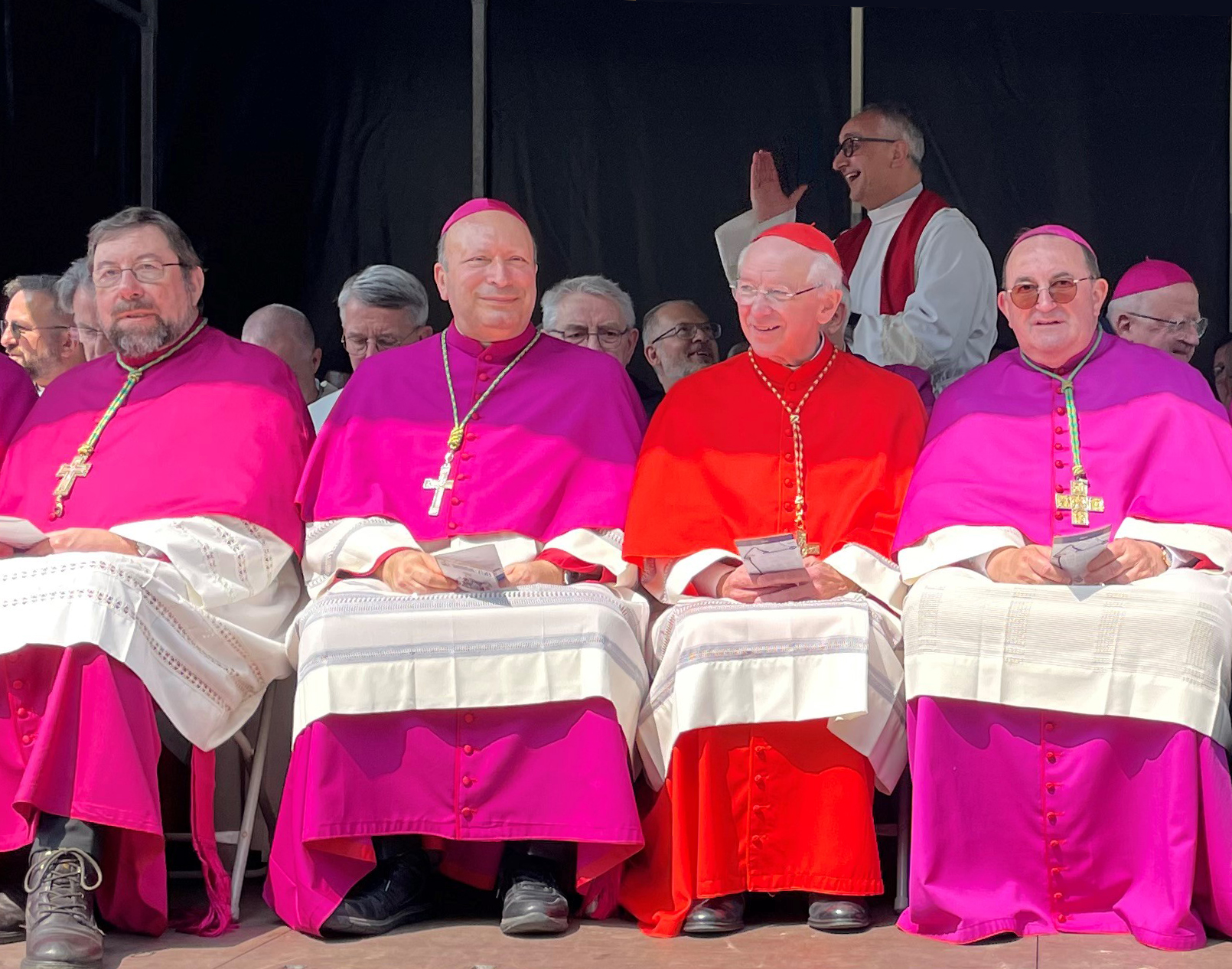
Mgr. Jean-Pierre Delville, nuntius Franco Coppola, Kardinaal Jozef De Kesel en Mgr. Guy Harpigny

Onder pontificalia worden de bisschoppelijke insignes verstaan. Zij zijn uiterlijke tekens van de waardigheid van bisschoppen en abten.
De pontificalia omvatten:
- de bisschopsstaf als uitdrukking van het herderlijke ambt - meestal gaat het om een kromstaf (in het Westen) of een staf in T-vorm (in het Oosten).
- de mijter;
- de bisschopsring als teken van macht en van verbondenheid met het diocees of kloostergemeenschap;
- het pectorale of borstkruis dat gewoonlijk een relikwie bevat;
- een paarse pileolus, het hoofddeksel (zucchetto) dat op een Joodse keppel lijkt.

Een metropoliet draagt bovendien nog het pallium (in zijn ambtsgebied), terwijl de paus de aan hem voorbehouden vissersring en kruisstaf en - in extraliturgische situaties - stola draagt.